# Lyctoderma africana
Lyctoderma africana là một loài bọ cánh cứng trong họ Bostrichidae. Loài này được Grouvelle miêu tả khoa học năm 1900.